# 里卡迪
里卡迪（義大利語：Ricadi），是意大利维博瓦伦蒂亚省的一个市镇。总面积22平方公里，人口4913人，人口密度223.3人/平方公里（2009年）。